# Editorial Cobalto
L'Editorial Cobalto va ser una editorial especialitzada en art, nascuda el dia 12 de juny de l'any 1947 a Barcelona. Fou una iniciativa del periodista, dibuixant i poeta Josep Maria Junoy. Rafael Santos Torroella i la seva esposa, María Teresa Bermejo, van signar el contracte de fundació en qualitat de subdirector i secretària respectivament. Es tractava d'una societat civil de caràcter privat encarregada de la publicació de la revista «Cobalto, Arte antiguo y moderno». El contracte expressava que era competència del director, l'orientació, cura i formats de la publicació, la selecció dels originals i dels autors, a més de les iniciatives i gestions pròpies de l'empresa. Corresponia a Rafael Santos i María Teresa Bermejo, la col·laboració i assessorament sobre els aspectes tècnics i artístics.

## Història

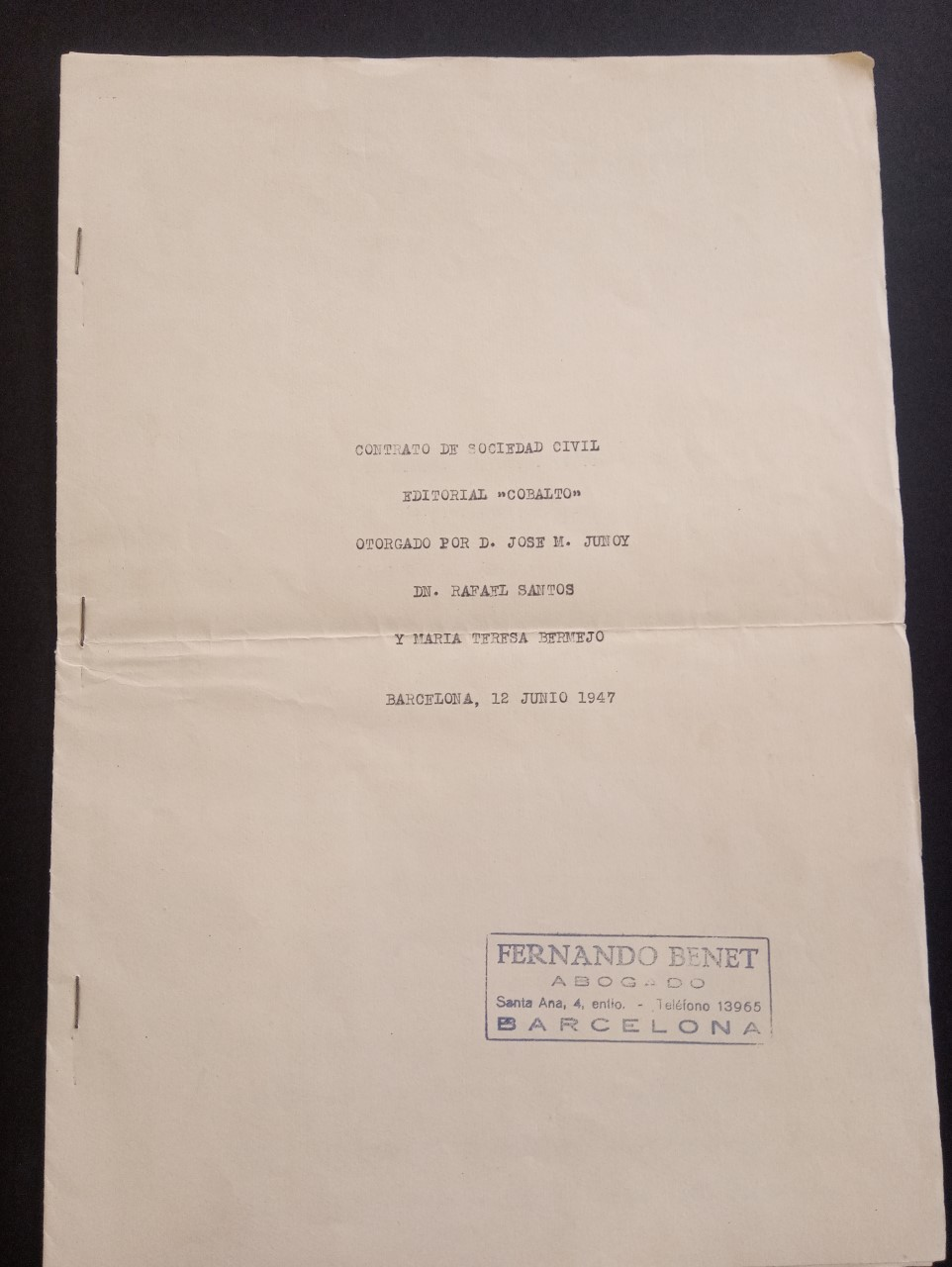
Contracte de la societat civil Editorial Cobalto, per Josep Maria Junoy, Rafael Santos Torroella i María Teresa Bermejo. Barcelona, 12 de juny de 1947. Ajuntament de Girona.

«Cobalto, Arte antiguo y moderno» era una publicació en castellà especialitzada en l'art tradicional i dirigida a l'aristocràcia i a l'alta burgesia. Eren números monogràfics, distribuïts en format de quadern per fascicles, amb l'objectiu de fer front a la negativa franquista d'autoritzar la publicació de revistes. Els 100 primers exemplars estaven coberts íntegrament per la subscripció dels socis. La resta del tiratge es distribuïa en llibreries especialitzades. A l'any 1947 es van publicar tres quaderns, corresponents al primer volum: El paisaje, El retrato i Turner. Paral·lelament a les publicacions, l'editorial també es va encarregar de l'exposició d'homenatge a Turner, al Museu d'Art Modern de Barcelona.
A l'any 1948 Josep Maria Junoy va abandonar l'editorial i Rafael Santos Torroella va assumir-ne la direcció. Al mes de febrer es va publicar Los animales en el arte, el quart quadern del primer volum. La publicació del primer quadern del volum II, dedicat al surrealisme, va suposar un canvi d'orientació radical de la revista: Cobalto va perdre bona part del sector de l'alta burgesia que fins aleshores havia subvencionat la revista. Al seu lloc, un cercle interessat per l'art d'avantguarda, provinents de l'antic col·lectiu ADLAN (Amics de l'Art Nou: 1932-1936) van aproximar-s'hi atrets pel nou rumb. D'aquesta segona etapa cal destacar una monografia a Salvador Dalí, amb textos d'Antoni Oriol Anguera, una monografia de Joan Miró, amb textos de Juan Eduardo Cirlot i la publicació del poemari Altamira, de Rafael Santos Torroella, amb il·lustracions de Mathias Goeritz, Eugeni d'Ors, Llorens Artigas, Joan Miró i Àngel Ferrant.
La fusió entre l'editorial i aquest grup va donar lloc a la fundació de l'associació «Cobalto 49». Els socis fundadors eren Rafael Santos Torroella i Maria Teresa Bermejo, per part de l'editorial, i Joan Prats, Joaquim Gomis, Sixt Illescas i Eudald Serra, per part d'ADLAN. L'objectiu de l'entitat era la dinamització de l'art contemporani. Tanmateix, a l'any 1949, Alexandre Cirici, membre de l'associació, va publicar un butlletí en català sense l'autorització de Rafael Santos Torroella, qui va acusar el context polític i els seus antecedents disconformes amb el règim, per rebutjar l'ús de la llengua catalana. A raó d'aquesta polèmica lingüística Rafael Santos Torroella i Maria Teresa Bermejo, van abandonar el projecte.[1] [2] A l'any 1950, el sector de Cobalto 49, capitanejats per Alexandre Cirici i Joan Prats, van reorganitzar l'associació i liderar el nou projecte «Club 49», sota l'empara del Hot Club de Barcelona. A l'any 1953 es va publicar el primer i únic número de la revista Joc Net, si bé sense el segell de l'editorial. Cobalto va donar de baixa les activitats el dia 1 d'octubre de 1953.

### Arxiu i Biblioteca Rafael i María Teresa Santos Torroella
L'any 2014, l'Ajuntament de Girona, en paral·lel a l'adquisició del fons artístic Santos Torroella, va rebre en donació l'Arxiu i Biblioteca Rafael i María Teresa Santos Torroella per part dels hereus de María Teresa Bermejo. La documentació de l'Editorial Cobalto forma part del llegat documental de l'Arxiu Santos Torroella. L'Arxiu conté documents de gestió de la societat – a més del contracte de fundació -, documentació organitzativa, fotografies i catàlegs de totes les exposicions, una mostra de les publicacions i revistes editades, l'únic número publicat de la revista «Joc Net», documents preliminars, reproduccions d'obres d'art i el segell de l'empresa, entre d'altres.
Els treballs de tractament són a càrrec de l'Arxiu Municipal de Girona.

## Publicacions
- Publicació del primer quadern (Vol.1): El paisaje. (21/6/1947)
- Publicació del segon quadern (Vol.1): El retrato. (21/8/1947)
- Publicació del tercer quadern (Vol.1): Turner. (21/11/1947)
- Publicació del quart quadern (Vol.1): Los animales en el arte.(21/2/1948)
- Publicació del primer quadern (Vol.2): El surrealismo. (15/7/1948)
- Publicació d'una monografia sobre Eugenio Lucas, dins la col·lecció El arte y los artistas españoles des de 1800. (Juliol de 1948)
- Publicació d'una monografia sobre Valeriano Bécquer, dins la col·lecció El arte y los artistas españoles des de 1800. (Setembre de 1948)
- Publicació d'una monografia sobre Salvador Dalí, dins la col·lecció El arte y los artistas españoles des de 1800. (Desembre de 1948)
- Publicació del poemari Altamira, de Rafael Santos Torroella. (Gener de 1949)
- Publicació d'una monografia sobre Joan Miró, dins la col·lecció El arte y los artistas españoles des de 1800. (Març de 1949)
- Publicació del llibre de poemes Ciudad perdida, de Rafael Santos Torroella. (Juliol de 1949)
- Publicació del llibre Eros, de Juan Eduardo Cirlot. (Juliol de 1949)
- Publicació del llibre El Circo, de Mathias Goeritz. (Juliol de 1949)
- Publicació del segon fascicle de Cobalto 49. (Estiu de 1949)
- Publicació del tercer fascicle de Cobalto 49. (Març de 1950)
- Publicació del llibre Cartas a sus amigos, de Federico García Lorca. (1950)
- Publicació del llibre Mathias Goeritz. (1950)
- Publicació del poemari Em va fer Joan Brossa, de Rafael Santos Torroella, dins la col·lecció La calle desierta. (1951)
- Publicació del llibre Cantos espirituales negros, dins la col·lecció La calle desierta. (1951)
- Publicació del llibre Homenaje a García Lorca, dins la col·lecció Minotauro. (1951)

## Projectes destacats
- Exposició d'homenatge a Turner, del 25 de novembre fins al 9 de desembre, al Museu d'Art Modern de Barcelona. (25/11/1947)
- Exposició d'homenatge a Joan Miró, del 23 d'abril fins al 6 de maig, a les Galeries Laietanes. Publicació d'un primer fascicle dedicat a l'exposició. (23/4/1949)
- Exposició antològica d'art contemporani, del 3 fins al 16 de juliol, a Terrassa. (3/7/1949)